# Museo della Deportazione

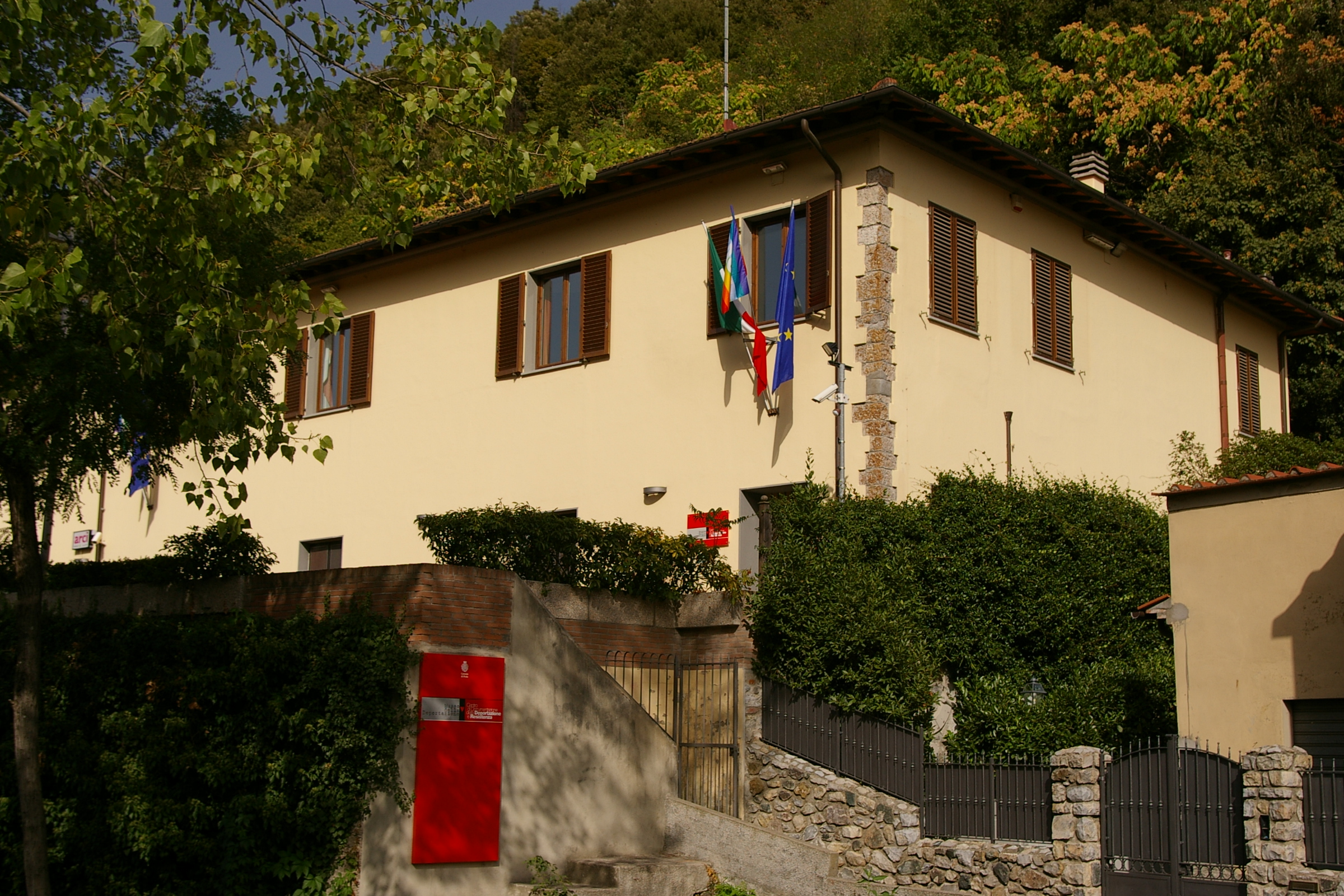
Museo della Deportazione e Resistenza (Deportations- und Widerstandsmuseum) in Prato

Das Museo della Deportazione e Resistenza (Deportations- und Widerstandsmuseum) mit dem angeschlossenen Centro di Documentazione (Dokumentationszentrum) ist eine nicht auf Gewinn ausgerichtete Stiftung im Norden der italienischen Stadt Prato (Ortsteil Figline) in der Toskana. Direktorin der Einrichtung ist Camilla Brunelli.

## Geschichte
Am 6. September 1944 – dem Tag der Befreiung der Stadt Prato von der deutschen Besatzung – kam es in Figline zu einem Massaker an 29 jungen Partisanen, die von einer deutschen Wehrmachtseinheit auf dem Rückzug erhängt wurden. Es war einer von Hunderten Massenmorden, die die deutschen Truppen in der Region Toskana verübten.
Das heutige Museum und das Dokumentationszentrum befinden sich nur einen Steinwurf vom Ort des damaligen Massakers entfernt.
Der Inhalt der Ausstellung ist allerdings von einem anderen geschichtlichen Ereignis geprägt: Im März 1944 wurden infolge eines Generalstreiks im besetzten Nord- und Mittelitalien Hunderte Toskaner und über einhundert Prateser in das Konzentrationslager Mauthausen und der Großteil weiter in das Nebenlager Ebensee deportiert.
Bei der Wahl des Standortes des Museums war daher auch eine Fabrikshalle im Zentrum der Stadt im Gespräch. Schließlich entschloss man sich aber doch für Figline als einen „authentischen Ort eines NS-Massakers“.
Die Initiative für die Errichtung eines Museums in Erinnerung an die damaligen Ereignisse kam von einigen wenigen Prateser Überlebenden – darunter vor allem Roberto Castellani. Die Finanzierung wurde von der Gemeinde Prato übernommen und das Museum und das Dokumentationszentrum konnten so am 10. April 2002 in einer feierlichen Zeremonie unter Anwesenheit des damaligen italienischen Staatspräsidenten Carlo Azeglio Ciampi eröffnet werden.
Stand die Einrichtung zunächst unter der Verwaltung der Gemeinde, so ist sie seit Februar 2008 eine Stiftung, die von den Gemeinden der Provinz Prato, der ANED (Nationale Vereinigung der ehemaligen politischen Deportierten in NS-Lager), der Associazione Nazionale Partigiani d’Italia (Nationale Vereinigung der Partisanen Italiens) sowie der Jüdischen Gemeinde Florenz gegründet wurde.
Seit 2008 ist das Museum außerdem Einsatzstelle für den Österreichischen Auslandsdienst.

## Ausstellung

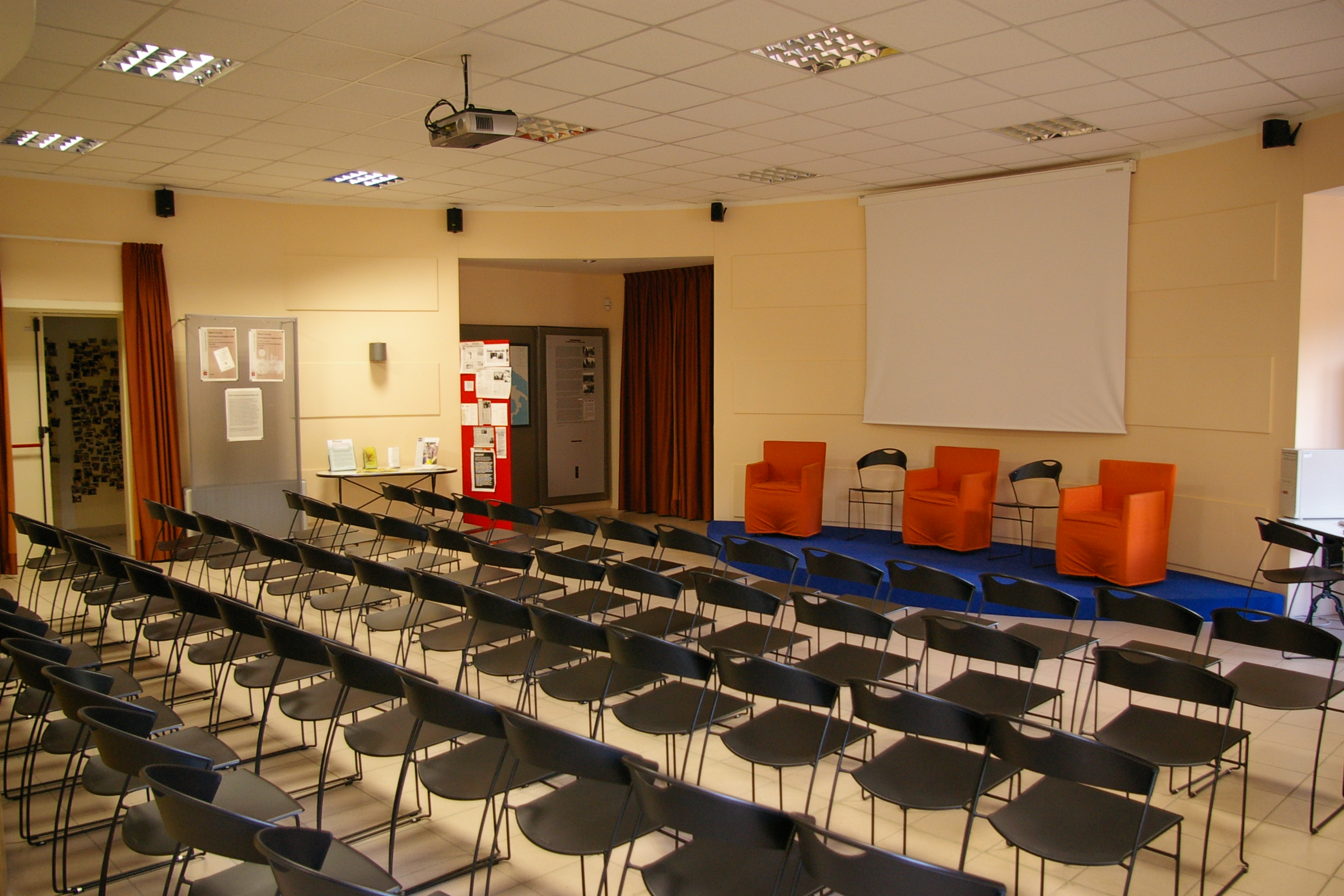
Konferenzsaal des Dokumentationszentrums

Nach einer thematischen Einführung in das NS-Lagersystem, das Konzentrationslager Mauthausen mit seinem Nebenlager Ebensee sowie einem Überblick über die Deportation aus der Region Toskana besteht der wesentliche Teil der Ausstellung, die sich auf etwa 70 Quadratmeter erstreckt, aus Objekten aus den Stollenanlagen des Konzentrationslagers Ebensee. Diese wurden in den 70er Jahren von Prateser Überlebenden gemeinsam mit Mitbürgern gesammelt und schließlich dem Museum gespendet.
Außerdem findet sich die damalige Glocke des Appellplatzes des Lagers von Ebensee im Museum, die eine Leihgabe der Gemeinde Ebensee und Ausdruck der Städtepartnerschaft Prato-Ebensee ist, die im Jahre 1987 geschlossen wurde.
Der Inhalt des Museums richtet sich besonders an Schüler ab der 8. Schulstufe, aber auch an interessierte Bürger der Region und aus dem Ausland. Der Eintritt ist kostenlos.

## Das Dokumentationszentrum
Im ersten Stock des Gebäudes ist das Dokumentationszentrum untergebracht, welches über einen technisch modern ausgestatteten Konferenzsaal mit 70 Plätzen, eine etwa 3000 Medien umfassende Bibliothek sowie drei Computer-Terminals verfügt. Die Forschungsarbeiten erfolgen nicht nur in Kooperation mit lokalen Einrichtungen und Experten, sondern auch im Rahmen internationaler Projekte sowie in Zusammenarbeit mit der Partnereinrichtung, dem Zeitgeschichte Museum Ebensee.

## Galerie

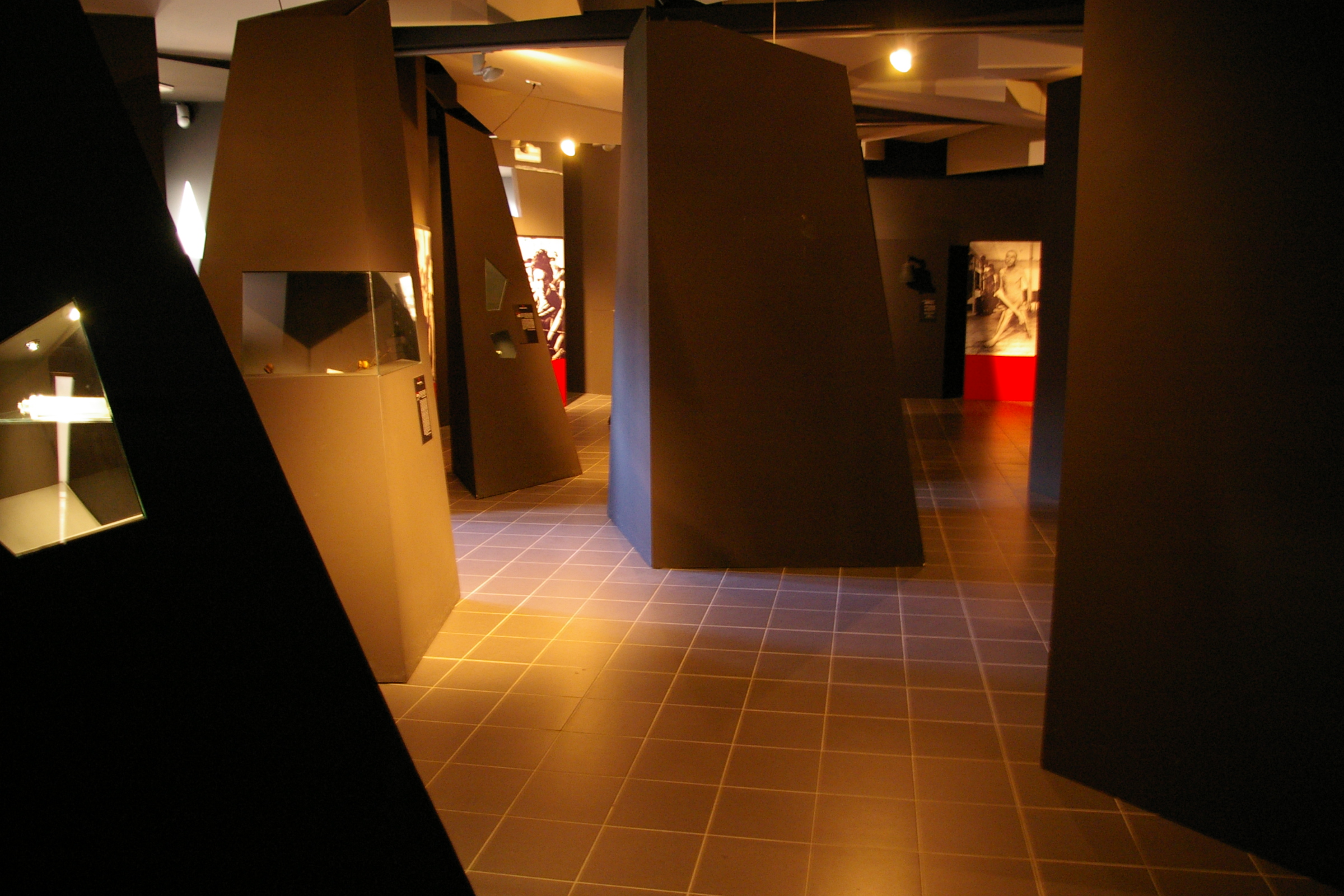
Innenansicht des Museums
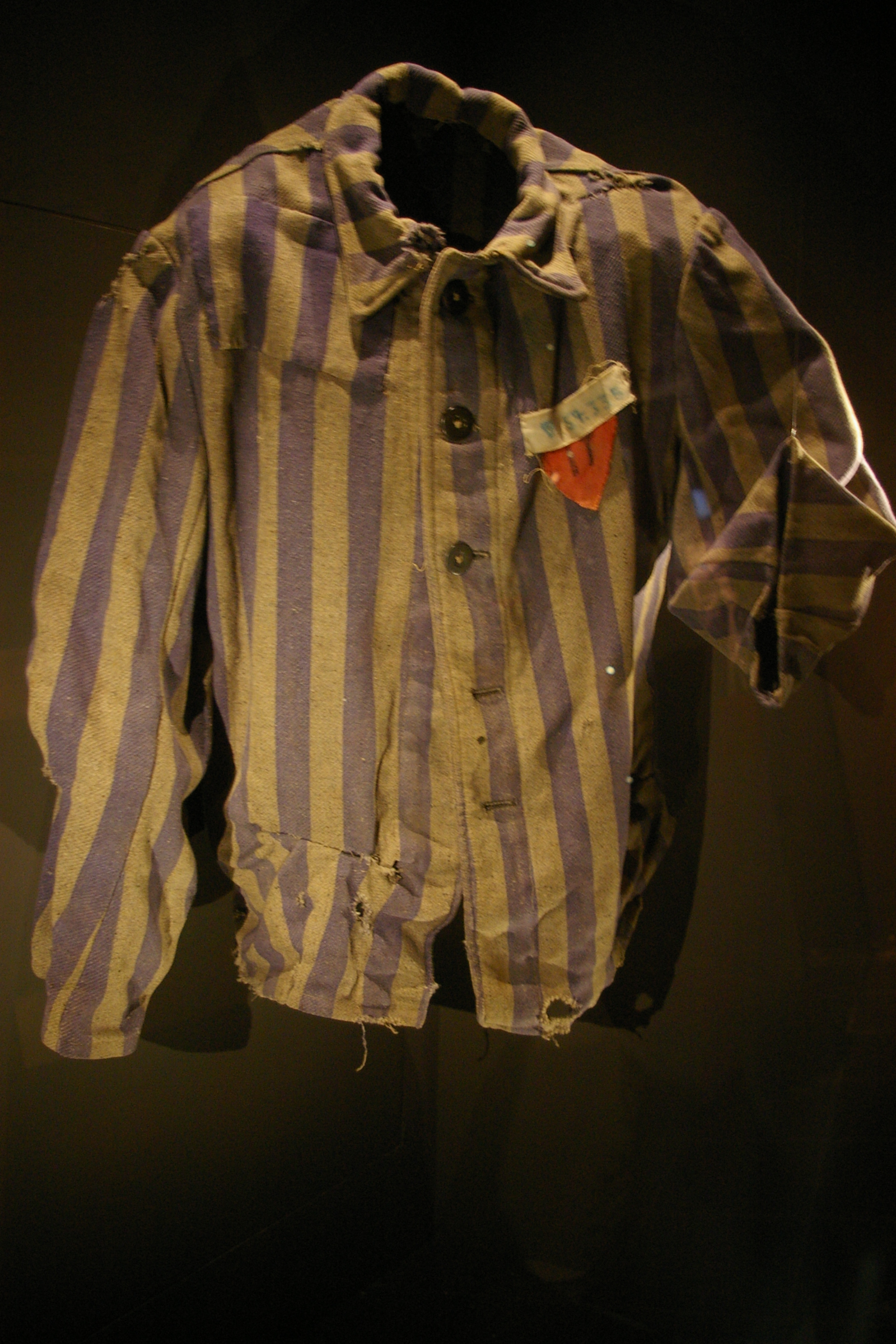
Ausgestellte Häftlingsjacke eines italienischen Deportierten
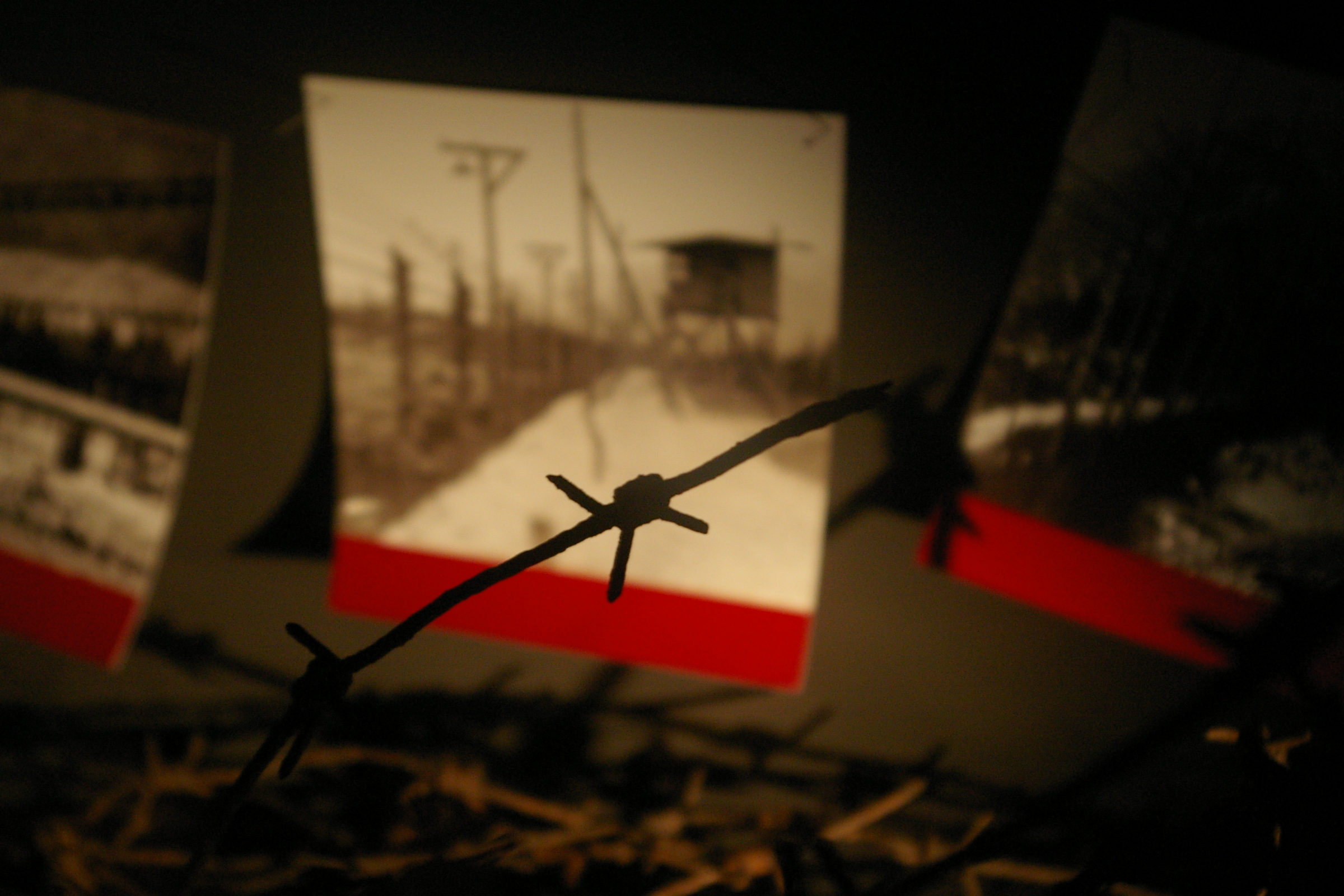
Ausgestelltes Stück Stacheldraht des KZ Ebensee
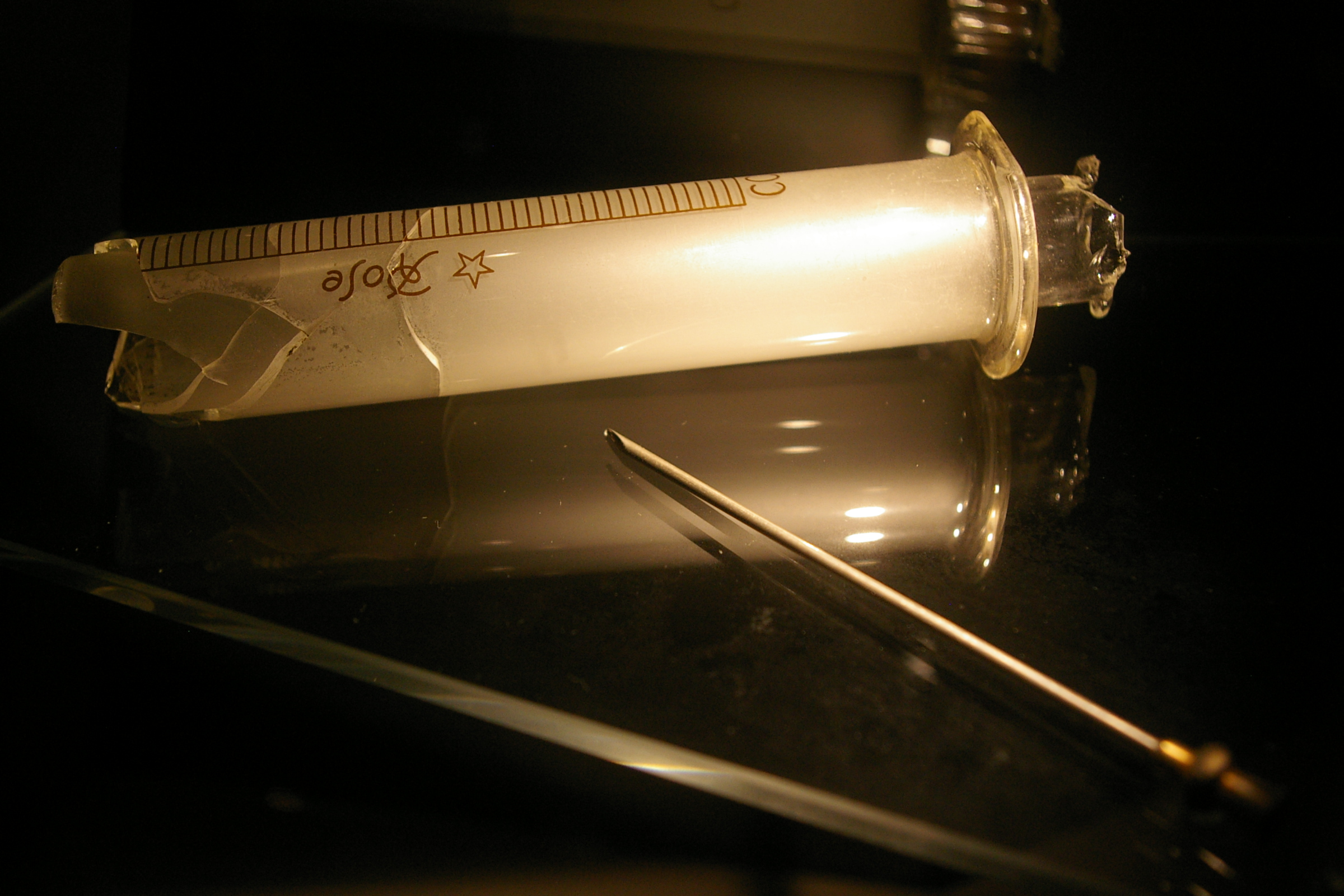
Ausgestellte Spritze – Spritzen wie diese dienten zur Ermordung von Häftlingen